# Maxthon

Kids Browser para Android

O Maxthon' (oficialmente chamado 'Maxthon Cloud Browser e originalmente conhecido como MyIE2) é um navegador freeware para os sistemas operativos Windows, OS X e Linux, desenvolvido na China pela empresa Maxthon International Ltd. Está disponível também em Windows Phone, iOS e plataformas Android como Maxthon Mobile. Desde o lançamento da versão 3, Maxthon suporta os motores de renderização WebKit e Trident.
Maxthon procura oferecer muitas características ricas e compete diretamente com Chrome, Firefox e Opera, sendo actualmente uma das poucas alternativas ao Internet Explorer por ser mais seguro.

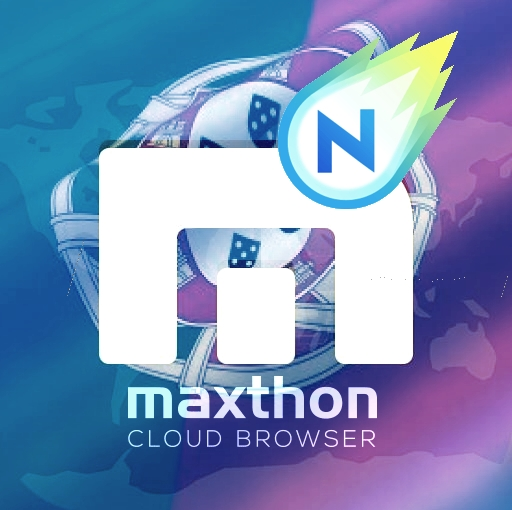
A imagem de marca da Maxthon Portugal

## Empresa
A actual Maxthon International Ltd foi fundada em 1999 em Hong Kong pelo atual CEO Ming Jie "Jeff" Chen com o nome de mysoft International Limited para distribuir o browser MyIE. Tem escritórios em São Francisco, Pequim, Hong Kong e Xangai e tem atraído principalmente milhões de utilizadores por possuir a característica de conseguir cruzar informações nos motores de busca mais populares como o Google, Yahoo, Bing, Baidu e Yandex.
A Maxthon também criou outros produtos que incluem um portal de notícias e informações designado Maxthon NOW; uma conta de utilizador on-line multiplataforma, gratuita e inovadora, chamada Maxthon Passport; um browser 'Kid Safe' web para Android e iOS; um portal de jogos intitulado MXPlay; e mais recentemente o Browser MxNitro.
Em 2005, a Maxthon recebeu financiamento do grupo norte-americano WI Harper e de Morten Lund, o primeiro investidor do Skype e um ano mais tarde entra também para a sociedade a empresa Charles River Ventures.
Em 2010, o Maxthon foi um dos doze navegadores a integrar o BrowserChoice, um site que mostra aos utilizadores do sistema operativo Windows residentes na União Eurpopeia os browsers pré-definidos nos seus computadores e aparelhos móveis.
Em agosto de 2012 chega ao top 5 do BrowserChoice após a remoção do Apple Safari e em dezembro de desse ano é lançado o novo MAXTHON WEB BROWSER.

## História
De acordo com Karl Mattson (Maxthon VP e CEO Assistant) a Maxthon desenvolve os seus browsers com base em três objetivos:
1. Alto desempenho e rendimento para melhorar a utilização final.
2. Mais recursos integrados que os browsers disponibilizados pela concorrência.
3. Portabilidade multiplataforma com sincronização encriptada na 'cloud'.

Segundo Ming Jie "Jeff" Chen (CEO da Maxthon International) o Maxthon baseou-se inicialmente no MyIE, um web browser criado pelo programador chinês Changyou a partir do Internet Explorer. Antes de abandonar o projecto no ano 2000, Changyou divulgou a maior parte do código-fonte do MyIE mas Chen continuou a desenvolver de forma independente MyIE e em 2002 lançou uma nova versão: o MyIE2.
Com o apoio de utilizadores de todo o mundo que acrescentaram plugins e ajudaram na depuração do Interface (UI), o MyIE2 foi rebatizado e passou a chamar-se Maxthon em 2003, com o lançamento da primeira versão, o Maxthon Browser v1.
O Maxthon Browser v2 foi lançado em julho de 2007 já com a função multi-separadores e em 2008 assume-se como o primeiro navegador do mercado a oferecer serviços baseados na 'cloud' para sincronização de sites favoritos e histórico de utilização.
O Maxthon Browser v3 foi lançado em outubro de 2010 mas é com a versão 4, já designada como Maxthon Cloud Browser que o navegador passa a incluir novos recursos inovadores como o Maxthon Online History, o Maxthon Online Favorites e o Extension Center.

## Funcionalidades
- Maxthon Passport: uma única conta para várias plataformas.
- Multi-Tab Manager: um simples toque ou clique para navegar em separadores múltiplos.
- Mouse Gestures: um clique permite personalizar as acções do utilizador
- Maxthon Accelerator: uma função 'built-in visa aumentar a velocidade de navegação
- Magic Fill: guarda as informações de inscrição num website para preencimento automático.
- Bookmarks Online: o Maxthon Passport permite o acesso instantâneo aos favoritos com a sincronização 'cloud'
- Feed Reader: o arrastamento de uma URL para a função "As Minhas Assinaturas" subscreve o feed automaticamente.
- Super Drag and Drop: Permite abrir um novo separador ou fazer uma pesquisa arrastando uma imagem ou um texto.
- Proxy Rule: apoia a adopção de HTTP, HTTPS, Socks4, SOCKS4A, Socks5, e usar diferentes servidores de proxy.
- Ad Hunter: permite o bloqueio de anúncios, pop-ups, material malicioso da web.
- Web Sniffer: captura vídeos em formato FLV permitindo a transferência download instantânea.
- Multi Search: pesquisa simultânea em múltiplos motores de busca
- SkyNote: permite guardar notas de texto em 'cloud' para acceso a partir de qualquer dispositivo ou plataforma.
- Mobile Devices: O Maxthon Cloud Browser tem versões para todos os sistemas operativos móveis.

## MxNitro

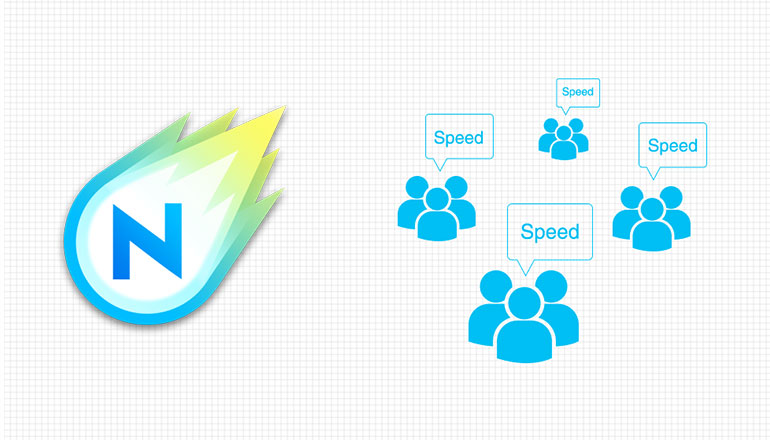
A simplicidade do MxNitro

Lançado em agosto de 2014, o MxNitro Web Browser é o mais recente produto da família de navegadores web de alto desempenho da Maxthon, tendo sido construído a partir do zero para maximimizar o tempo de arranque, a velocidade de renderização das páginas, e a estabilidade com resultados impressionantes.
De acordo com o anúncio feito pela empresa, a equipa MxNitro apostou nas seguintes áreas principais de desenvolvimento: remoção de recursos como extensões , bloqueadores de anúncios e serviços 'cloud'; pesquisa preditiva de sites com base no histórico de navegações e padrões de utilização; elaboração de uma interface (UI) simples e leve.

## Trunx
A par do Maxthon a companhia tem vindo a desenvolver a plataforma Trunx  que "visa servir como o maior banco de memória do mundo através do armazenamento em nuvem seguro. Com a missão de ajudar o registro de pessoas e organizar suas fotos, Trunx permite que as pessoas a tomar controle total sobre cada foto que tirar e armazenam tudo juntos em um só lugar".

## Saber mais
1. ↑  «Sobre a Maxthon»
2. ↑  «Maxthon Now»
3. ↑  «Maxthon Passport»
4. ↑  «Maxthon Kids Browser»
5. ↑  «Browser Choice da União Europeia»[ligação inativa]
6. ↑  «Breve história»
7. ↑  «Históricos Online»
8. ↑  «Favoritos Online»
9. ↑  «Centro de Aplicações»
10. ↑  «Página do MxNitro»
11. ↑  «Press-Release do lançamento»
12. ↑  «Página do Trunx». Arquivado do original em 11 de janeiro de 2016

## Ligações essenciais
- Site oficial
- Fórum
- MxNitro
- MxPlay